# معهد البيانات الضخمة
معهد البيانات الكبيرة ( BDI )، وهو قسم من مركز لي كا شينج للمعلومات والاكتشافات الصحية، هو معهد أبحاث متعدد التخصصات في جامعة أكسفورد. المعهد جزء من قسم صحة الناس في نافيلد.  يقع مبنى BDI في ساحة الطريق القديم في هيدينغتون ، شرق أكسفورد ، إنجلترا . 
ينصح أكاديميون من معهد BDI الحكومة البريطانية بشأن تطبيق للهاتف المتنقل لتتبع فيروس كوڤيد-19 في المملكة المتحدة . 

## روابط خارجية
- موقع BDI
- bdi_oxford على تويتر.

```
• إحداثيات
```